# Hârșova
Hârșova est une ville de Roumanie, dans le județ de Constanța comptant 11 000 habitants.
Dans l'antiquité, c'était une ville romaine du nom de Carsium dans la province de Scythie mineure. Le nom actuel contient le suffice slave « -ova » et le lien avec le nom antique est toujours débattu. Une théorie alternative suggère que le nom à des origines turques (« hirsiz » signifie voleurs en turc).

## Démographie
Lors du recensement de 2011, 76,77 % de la population se déclarent roumains, 5,31 % comme roms, 8,43 % comme turcs (9,11 % ne déclarent pas d'appartenance ethnique et 0,36 % déclarent appartenir à une autre ethnie).

## Politique
| Parti | Parti                                      | Sièges |
| ----- | ------------------------------------------ | ------ |
|       | Parti social-démocrate (PSD)               | 6      |
|       | Parti national libéral (PNL)               | 4      |
|       | Parti Mouvement populaire (PMP)            | 1      |
|       | Alliance des libéraux et démocrates (ALDE) | 6      |